# Ascoli Calcio 1898 2004-2005
Questa pagina raccoglie le informazioni riguardanti l'Ascoli Calcio 1898 nelle competizioni ufficiali della stagione 2004-2005.

## Stagione
Nella stagione 2004-2005 l'Ascoli disputa il campionato di Serie B, raccoglie 62 punti che valgono il sesto posto. Il torneo cadetto ha cambiato formula da questa stagione, sono stati inseriti i playoff, per designare la terza promossa, se il distacco dalla quarta non supera i 10 punti, ed i playout per designare la quarta retrocessa, se il distacco non supera i 5 punti tra quint'ultima e quart'ultima classificate. Al termine del torneo, con questo nuovo regolamento, l'Ascoli disputa i playoff, ma perde la doppia semifinale contro il Torino. La squadra bianconera, affidata in questa stagione a Massimo Silva, è già contenta del buon campionato disputato, ma una serie di colpi a sorpresa, che hanno dell'incredibile, giungono a campionato terminato. Il Genoa che ha dominato il campionato, dopo aver ottenuto la promozione diretta con l'Empoli giunto secondo, si vede addirittura retrocesso in Serie C1 e penalizzato di tre punti, per un illecito sportivo accertato, nell'ultima di campionato, nel (3-2) rifilato al Venezia già retrocesso. Il Torino che dopo aver superato in semifinale l'Ascoli, batte in finale il Perugia e sale in Serie A, ma a causa di un dissesto finanziario della società granata, è impedito ad iscriversi al massimo campionato, costringendolo a ripartire dalla Serie B, con una nuova società, conservando almeno il titolo della società fallita, grazie al Lodo Petrucci. Il Perugia che avrebbe il diritto di salire in Serie A dopo aver perso la finale playoff, viene retrocesso in Serie C1 per inadempienze finanziarie. Con tutti questi colpi di scena estivi, in Serie A sono stati pertanto promossi il Treviso giunto quinto al termine del campionato e l'Ascoli giunto sesto, ad accompagnare l'Empoli, unica promossa sul campo.
Ottimo il campionato disputato dal romano Cristian Bucchi arrivato ad Ascoli dall'Ancona, autore di 18 reti, uno in Coppa Italia e 17 in campionato. Nella Coppa Italia l'Ascoli disputa in agosto il quarto girone di qualificazione, che ha promosso il Livorno alla fase ad eliminazione diretta.

## Risultati

### Campionato

#### Girone di andata
| Arbitro: | Giannoccaro (Lecce) |

|                          |           |                 |
| Vannucchi 44’ Tavano 75’ | Marcatori | 32’ Monticciolo |

| Arbitro: | De Marco (Chiavari) |

|  |           |                                               |
|  | Marcatori | 2’ Marazzina 59’ De Ascentis 64’ Quagliarella |

| Arezzo 21 settembre 2004, ore 20:30 3ª giornata | Arezzo             | 0 – 0 | Ascoli | Stadio Città di Arezzo\| Arbitro: \| Preschern (Mestre) \| |
| Arbitro:                                        | Preschern (Mestre) |       |        |                                                            |

| Arbitro: | P.S. Mazzoleni (Bergamo) |

|                |           |  |
| Colacone 45+1’ | Marcatori |  |

| Arbitro: | Nucini (Bergamo) |

|                                  |           |               |
| Antonelli Agomeri 39’ Bucchi 60’ | Marcatori | 90+2’ Barreto |

| Arbitro: | Carlucci (Molfetta) |

|                       |           |                    |
| Russo 72’ Caserta 76’ | Marcatori | 7’ Bucchi 56’ Fini |

| Arbitro: | Rocchi (Firenze) |

|                    |           |             |
| Cristiano 63’, 69’ | Marcatori | 71’ Bogdani |

| Arbitro: | Stefanini (Prato) |

|             |           |                                  |
| Araboni 65’ | Marcatori | 34’ Cudini 57’ Antonelli Agomeri |

| Arbitro: | Rocchi (Firenze) |

|                                            |           |          |
| Bucchi 65’, 85’ (rig.) Colacone 70’ (rig.) | Marcatori | 1’ Motta |

| Arbitro: | Racalbuto (Gallarate) |

|                                       |           |                 |
| Masiello 14’ Tarana 86’ Lucenti 90+1’ | Marcatori | 54’ Monticciolo |

| Arbitro: | Giannoccaro (Lecce) |

|                        |           |  |
| Bucchi 65’, 85’ (rig.) | Marcatori |  |

| Arbitro: | Dattilo (Locri) |

|           |           |           |
| Erpen 18’ | Marcatori | 5’ Bucchi |

| Arbitro: | Giannoccaro (Lecce) |

|  |           |                      |
|  | Marcatori | 49’ Paro 87’ Porchia |

| Arbitro: | Rosetti (Torino) |

|                                    |           |  |
| Stellone 56’ Zanini 66’ Milito 68’ | Marcatori |  |

| Arbitro: | Rocchi (Trieste) |

|            |           |             |
| Godeas 19’ | Marcatori | 40’ Modesto |

| Ascoli Piceno 5 dicembre 2004, ore 15:00 16ª giornata | Ascoli                   | 0 – 0 | Ternana | Stadio Cino e Lillo Del Duca\| Arbitro: \| P.S. Mazzoleni (Bergamo) \| |
| Arbitro:                                              | P.S. Mazzoleni (Bergamo) |       |         |                                                                        |

| Arbitro: | Tagliavento (Terni) |

|  |           |                         |
|  | Marcatori | 47’ Colacone 77’ Bucchi |

| Arbitro: | Giannoccaro (Lecce) |

|                                              |           |  |
| Colacone 33’ (rig.), 54’ Bucchi 58’ Biso 69’ | Marcatori |  |

| Arbitro: | Saccani (Mantova) |

|                                |           |  |
| Ferreira Pinto 36’ Sedivec 69’ | Marcatori |  |

| Arbitro: | Squillace (Catanzaro) |

|                                           |           |                      |
| Bucchi 12’ Capparella 22’ Monticciolo 59’ | Marcatori | 33’ Longo 55’ Mendil |

| Arbitro: | Cassarà (Palermo) |

|  |           |            |
|  | Marcatori | 7’ Modesto |

#### Girone di ritorno
| Arbitro: | Palanca (Roma) |

|                |           |            |
| Capparella 50’ | Marcatori | 4’ Almirón |

| Arbitro: | Nucini (Bergamo) |

|                                |           |                     |
| Pinga 37’ (rig.), 90+1’ (rig.) | Marcatori | 11’ (rig.) Colacone |

| Arbitro: | Girardi (San Donà di Piave) |

|                                |           |                     |
| Bucchi 10’ (rig.) Colacone 43’ | Marcatori | 64’, 70’ Abbruscato |

| Arbitro: | P.S. Mazzoleni (Bergamo) |

|                          |           |                                  |
| B. Robert 71’ Myrtaj 73’ | Marcatori | 35’ Cudini 50’ Colacone 81’ Fini |

| Arbitro: | Romeo (Verona) |

|               |           |            |
| Reginaldo 22’ | Marcatori | 68’ Bucchi |

| Arbitro: | Carlucci (Molfetta) |

|                   |           |                              |
| Bianco 36’ (aut.) | Marcatori | 63’ (rig.) Jeda 88’ Serafini |

| Arbitro: | Palanca (Roma) |

|                |           |                         |
| Iunco 44’, 47’ | Marcatori | 28’ Colacone 45+1’ Fini |

| Arbitro: | Giannoccaro (Lecce) |

|                     |           |                                    |
| Bucchi 9’ Motta 20’ | Marcatori | 6’ Gori 25’ R. Colombo 80’ Joelson |

| Arbitro: | Brighi (Cesena) |

|  |           |            |
|  | Marcatori | 11’ Bucchi |

| Arbitro: | M. Mazzoleni (Bergamo) |

|               |           |  |
| Cristiano 52’ | Marcatori |  |

| Arbitro: | Castellani (Verona) |

|                 |           |              |
| Cristallini 41’ | Marcatori | 74’ O. Brevi |

| Arbitro: | Squillace (Catanzaro) |

|           |           |  |
| Bucchi 2’ | Marcatori |  |

| Arbitro: | Castellani (Verona) |

|                 |           |  |
| Vantaggiato 54’ | Marcatori |  |

| Arbitro: | Collina (Viareggio) |

|  |           |                              |
|  | Marcatori | 38’, 43’ Stellone 84’ Zanini |

| Arbitro: | Brighi (Cesena) |

|             |           |            |
| Modesto 62’ | Marcatori | 14’ Godeas |

| Arbitro: | Rizzoli (Bologna) |

|                       |           |  |
| Jimenez 14’ Frick 46’ | Marcatori |  |

| Arbitro: | Squillace (Catanzaro) |

|                       |           |  |
| Antonelli Agomeri 73’ | Marcatori |  |

| Arbitro: | Girardi (San Donà di Piave) |

|                 |           |                 |
| Ciaramitaro 19’ | Marcatori | 27’, 52’ Bucchi |

| Arbitro: | Rodomonti (Roma) |

|  |           |                  |
|  | Marcatori | 24’ Floro Flores |

| Arbitro: | Preschern (Mestre) |

|                           |           |             |
| Palladino 47’ Zaniolo 48’ | Marcatori | 8’ Colacone |

| Arbitro: | Rizzoli (Bologna) |

|             |           |  |
| Colacone 9’ | Marcatori |  |

#### Play-off
| Arbitro: | Rodomonti (Roma) |

|  |           |                  |
|  | Marcatori | 32’ Quagliarella |

| Arbitro: | Dondarini (Finale Emilia) |

|                         |           |              |
| Pinga 75’ Marazzina 83’ | Marcatori | 20’ Colacone |

### Coppa Italia

#### Fase a gironi
| Arbitro: | Squillace (Catanzaro) |

|                       |           |  |
| Antonelli Agomeri 83’ | Marcatori |  |

| Arbitro: | Brighi (Cesena) |

|                        |           |            |
| Vidigal 70’ Protti 78’ | Marcatori | 72’ Bucchi |

| Arbitro: | Saccani (Mantova) |

|              |           |                |
| Bernacci 42’ | Marcatori | 44’ Capparella |